# Slag bij Monroe's Cross Roads
De Slag bij Monroe’s Crossroads vond plaats op 10 maart 1865 in Cumberland County, North Carolina tijdens de Amerikaanse Burgeroorlog. Deze slag maakt deel uit van de Carolina's-veldtocht. Andere namen zijn de Slag bij Fayetteville Road of Kilpatrick’s Shirttail Skedaddle.
Het is een van de laatste slagen, tijdens de Amerikaanse Burgeroorlog, die uitsluitend uitgevochten werd door cavalerie. De gevechten duurden enkele uren en resulteerden in een kleine Zuidelijke overwinning. De opmars van de Noordelijke cavalerie werd tijdelijk vertraagd.
In de vroege ochtenduren viel de Zuidelijke cavalerie, onder leiding van Wade Hampton en Joseph Wheeler, het Noordelijk kampement aan. Het kamp was slecht bewaakt en vele soldaten sliepen nog. Een van de Zuidelijke doelstellingen was het gevangennemen van generaal Kilpatrick. Daarvoor was een elitegroep samengesteld. Samen met zijn minnares overnachtte Kilpatrick in een houten gebouw, nabij de boerderij van Charles Monroe. In zijn nachthemd slaagde Kilpatrick erin om te vluchten en zich te verstoppen in een nabijgelegen moeras. Nadat hij zijn moed opnieuw gevonden had, keerde hij terug om zijn mannen aan te voeren. De Noordelijke cavalerie slaagde erin om zich te reorganiseren na de verrassingsaanval. De Zuidelijke bevelhebbers trokken zich in goede orde terug naar Fayetteville na enkele uren van strijd.
De slag bij Monroe’s Crossroads gaf de Zuidelijke infanterie de extra tijd om Cape Fear River over te steken, nabij Fayetteville, zonder inmenging van de Noordelijke cavalerie. Na de oversteek werden de bruggen over de rivier in brand gestoken. De Noordelijke cavalerie nam de stad in.
Vandaag kunnen er nog altijd graven bezocht worden van onbekende Noordelijke soldaten bij het monument van de slag op het terrein van Fort Bragg.